# Vera Schwarz
Vera Schwarz (Zagabria, 10 luglio 1889 – Vienna, 4 dicembre 1964) è stata un soprano croato naturalizzato austriaco.

## Biografia
Nata ad Agram (l'attuale Zagabria) quando la Croazia faceva parte dell'impero austro-ungarico, era figlia di David Schwarz, un inventore considerato un pioniere dell'aviazione ungherese morto nel 1897, quando Vera aveva solo sette anni. La giovane Vera studiò canto a Vienna sotto la guida di Filip Forstén. Il suo debutto risale al 1908 quando ricoprì un piccolo ruolo in un'operetta in scena al Theater an der Wien. Quell'anno fu ingaggiata dall'Opera di Graz, teatro dove resterà fino al 1912. Già nel 1911, canta però anche per il viennese Johann Strauß-Theater, riscuotendo un grande successo nel ruolo di Rosalinda ne Il pipistrello. Nel 1913, canta a Karlsbad (Karlovy Vary) e poi, nel 1914 allo Stadttheater di Amburgo. Dal 1918 al 1922, fa parte della compagnia stabile della Staatsoper Unter den Linden di Berlino. Dal 1921 al 1930, cantò spesso come ospite alla Wiener Staatsoper, diventando una star per il pubblico viennese.
Alla Wiener Staatsoper apparve come protagonista in Tosca (opera) (35 recite viennesi fino al 1936) seguita da Aida (23 recite viennesi fino al 1929) diretta da Hugo Reichenberger, Rachel ne La Juive, Marietta/ Die Erscheinung Mariens, Pauls verstorbener in Die tote Stadt diretta da Franz Schalk ed Amelia in Un ballo in maschera diretta da Karl Alwin, nel 1922 la protagonista di Carmen (opera) diretta da Reichenberger e Rosalinde in Die Fledermaus con Richard Tauber ed Elisabeth Schumann, nel 1923 Octavian in Der Rosenkavalier (24 recite viennesi fino al 1929) diretta da Richard Strauss con la Schumann ed Elsa von Brabant in Lohengrin (opera) diretta da Schalk, nel 1924 Senta in Der Fliegende Holländer diretta da Schalk ed Ariadne auf Naxos diretta da Reichenberger e nel 1925 Elvira in Ernani diretta da Reichenberger con Mattia Battistini.
Nel 1926 a Berlino è Anna Elisa in Paganini di Franz Lehár con Tauber e
Nel 1927 a Berlino è Lina nella prima assoluta di Der Zarewitsch con Tauber e Charlotte Ander ed a Vienna la protagonista di Salomè (opera) diretta da Strauss, di Violanta ed Heliane in Das Wunder der Heliane di Erich Wolfgang Korngold e Die Sängerin Anita in Jonny spielt auf di Ernst Křenek con la Schumann.
A Vienna nel 1928 è Die ägyptische Helena diretta da Alwin e Ludmilla in Die Verschworenen di Franz Schubert con Adele Kern.
Nel 1929 al Festival di Salisburgo è Octavian in Der Rosenkavalier diretta da Clemens Krauss con Lotte Lehmann, la Kern ed al Komische Oper Berlin Lisa nel successo della prima assoluta di Il paese del sorriso con Tauber.
Ancora a Vienna nel 1935 è Renate nella prima assoluta di Die Dame im Traum di Franz Salmhofer diretta da Josef Krips con Alexander De Svéd e nel 1936 Minnie ne La fanciulla del West.
Nel 1938 a Vienna è Lisa ne Il paese del sorriso diretta da Alwin con Tauber e la Kern ed al Glyndebourne Festival Opera Lady Macbeth in Macbeth (opera) diretta da Fritz Busch con Frank Valentino.
Nella sua carriera appaiono anche alcune partecipazioni cinematografiche.

## Filmografia
- Figaros Hochzeit, regia di Max Mack (1920)

## Discografia
- Lebendige Vergangenheit - Vera Schwarz, Preiser